# Marisa Gerez
Marisa Gerez (nacida el 3 de noviembre de 1976) es una exfutbolista argentina que jugó como defensora para la selección de Argentina.  Participó en los Juegos Olímpicos de Pekín de 2008. También fue jugadora de Boca Juniors.